# Not Now John
Not Now John è un singolo del gruppo musicale britannico Pink Floyd, pubblicato il 29 aprile 1983 come unico estratto dal dodicesimo album in studio The Final Cut.

## Descrizione
Si tratta dell'unico brano dell'album ad essere cantato anche da David Gilmour, oltre che da Roger Waters, che ne è comunque il compositore. La canzone si differenzia da tutte le altre per la presenza costante della chitarra elettrica e alcuni interventi delle coriste e dell'organo Hammond.
Il testo presenta più temi al suo interno. È presente una critica alla guerra (in particolare la guerra delle Falkland), le critiche al primo ministro britannico Margaret Thatcher, così come, più in generale, le critiche all'avidità e la corruzione che Waters vedeva come pericolo per la società. Il testo racconta anche il cambiamento del commercio mondiale, calcando sul fatto che il Giappone stava diventando leader nel settore dei beni di consumo: «Gotta compete with the wily Japanese» (Dobbiamo competere con gli astuti Giapponesi). Nonostante il significato politico del brano, il nome John non deve essere attribuito a persone, con incarichi politici o no, realmente esistite; infatti è di uso comune nella lingua inglese adoperare John per riferirsi a chiunque di cui si sta parlando, in particolare se chi parla non conosce il nome del suo interlocutore. Probabilmente, nella concezione di Waters, John si riferisce agli operai, che sono la categoria più svantaggiata nei mutamenti radicali del mercato mondiale.

## Tracce
Testi e musiche di Roger Waters.
7"
- Lato A

1. Not Now John (Obscured Version) – 4:12

- Lato B

1. The Hero's Return (Parts I and II) – 4:02

12"
- Lato A

1. Not Now John (Single Version) – 4:56

- Lato B

1. The Hero's Return (Parts I and II) – 3:54
2. Not Now John (Album Version) – 4:48

## Formazione
Gruppo
- David Gilmour – chitarra, voce
- Roger Waters – basso, voce
- Nick Mason – percussioni

Altri musicisti
- Andy Bown – tastiera

## Classifiche
| Classifica (1983)             | Posizione massima |
| ----------------------------- | ----------------- |
| Regno Unito                   | 30                |
| Stati Uniti (mainstream rock) | 7                 |